# Лобжанидзе, Александр Александрович
Александр Александрович Лобжанидзе (род. 30 марта 1961 года) — российский экономико-географ, педагог, известный специалист в области географического образования и методики преподавания географии, автор учебников и учебных пособий по географии для школ, ссузов и вузов. Президент Межрегиональной ассоциации учителей географии России, заведующий кафедрой экономической и социальной географии имени академика РАО В. П. Максаковского Московского педагогического государственного университета. Доктор педагогических наук, кандидат географических наук, профессор.

## Биография

### Образование
В 1981 году окончил Московский государственный педагогический институт имени В. И. Ленина с присвоением квалификации «Учитель географии и биологии».
В 1995 году защитил диссертацию на соискание ученой степени кандидата географических наук по теме «Социально-географические аспекты развития городов Ближнего Подмосковья».
В 2009 году защитил диссертацию на соискание ученой степени доктора педагогических наук по теме «Этнокультурная парадигма школьного географического образования как средство реализации культурологического подхода».

## Профессиональная деятельность

### Научно-педагогическая деятельность
- с 1991 — преподаватель кафедры экономической и социальной географии Московского педагогического государственного университета (МПГУ)
- с 1995 — доцент кафедры экономической и социальной географии МПГУ
- с 2009 — профессор кафедры экономической и социальной географии МПГУ
- с 2011 — заместитель заведующего кафедрой экономической и социальной географии МПГУ
- с 2013 — заместитель председателя комиссии по географическому и экологическому образованию Русского географического общества
- с 2014 — заведующий кафедрой экономической и социальной географии имени академика РАО В. П. Максаковского МПГУ
- с 2015 — заведующий кафедрой общественных наук, учитель географии Международной гимназии Инновационного центра Сколково
- с 2018 — почетный профессор Ульяновского педагогического государственного университета имени И. Ульянова

Член редколлегий научных журналов "География в школе", "Педагогические измерения", "Географическая среда и живые системы". В 2012-2015 годах руководил грантом Русского географического общества "Школьные экспедиции". Научный руководитель 3 кандидатских диссертаций.

### Членство и участие в различных организациях

#### Научные общества и организации
- Российская академия естественных наук (с 2013)
- Ассоциация российских географов-обществоведов (с 2010)
- Русское географическое общество (с 1981)

#### Учебно-методические организации и ученые советы
- Президент Межрегиональной ассоциации учителей географии России
- Председатель Учебно-методической комиссии по географии ФУМО по образованию в области подготовки педагогических кадров
- Член Ученого совета РГО
- Член Ученого совета МПГУ
- Член диссертационного совета по педагогическим наукам при МПГУ (Д 212.154.23)

### Научные и учебно-методические работы
А. А. Лобжанидзе — автор более 150 работ, в том числе более 30 учебников, учебных и методических пособий для школ, ссузов и вузов.
Некоторые монографии и учебные пособия:
- Лобжанидзе, А. А. География : Учебник для СПО / А. А. Лобжанидзе. – Саратов : Профобразование, 2020. – 213 с. – ISBN 978-5-4488-0571-4.
- Лобжанидзе, А. А. География народов и религий : Учебник и практикум / А. А. Лобжанидзе, С. А. Горохов, Д. В. Заяц. – 2-е изд., пер. и доп. – Москва : Издательство Юрайт, 2019. – 203 с. – (Профессиональное образование). – ISBN 978-5-534-10561-2.
- География в современной школе / А. А. Лобжанидзе, И. И. Баринова, Н. Ф. Винокурова [и др.] ; Русское географическое общество; под редакцией А. А. Лобжанидзе. – Москва : Без издательства, 2014. – 291 с. – ISBN 978-5-9905958-1-1.
- Лобжанидзе, А. А. Этнокультурные регионы мира / А. А. Лобжанидзе, Д. В. Заяц. – Москва : Московский педагогический государственный университет, 2013. – 240 с. – ISBN 978-5-7042-2397-9.
- Лобжанидзе, А. А. Этнокультурная парадигма современного географического образования : монография / А. А. Лобжанидзе ; А. А. Лобжанидзе ; Департамент образования г. Москвы, Московский ин-т открытого образования. – Москва : МИОО, 2007. – 208 с. – ISBN 978-5-94898-156-7.

### Награды и премии
- Почетная грамота Рособрнадзора (2018)
- Юбилейная медаль "300 лет П.И. Рычкову" (2014)
- Медаль "В память 850-летия Москвы" (1997)